# Aextoxicon
Aextoxicon, biljni rod kojemu pripada samo vrsta, Aextoxicon punctatum, nanofanerofit ili fanerofit koji čini samostalnu porodicu Aextoxicaceae, red Berberidopsidales. To je drvo s juga Čilea i Aregentine. Javlja se na visinama od 500 do 2000 metara, a može narasti do 24 metara visine.
Cvijet je žute boje, s pet latica. U Čileu je poznato pod nazivima Olivillo i Palo muerto.